# Martin Nannestad Jørgensen

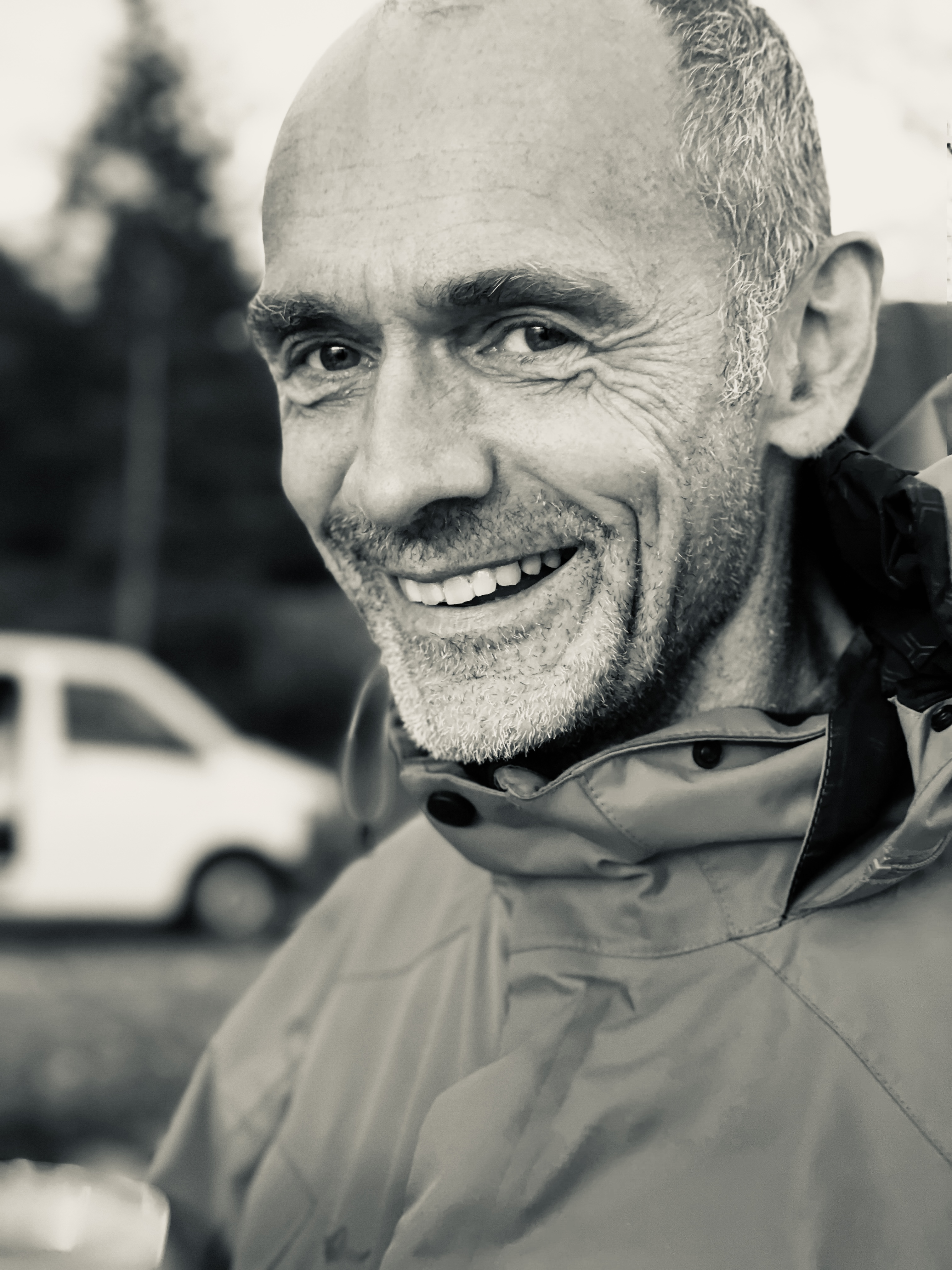
Martin Nannestad Jørgensen, 2021

Martin Nannestad Jørgensen (* 9. Juni 1959 in Östhammar, Schweden) ist ein dänischer Weber, Bildwirker und Textilkünstler. Er lebt und arbeitet in Kopenhagen und hat seit Mitte der 1980er Jahre seine Werke inner- und außerhalb von Dänemark ausgestellt. Seine Arbeiten sind in zahlreichen Kirchen und staatlichen Institutionen in Dänemark zu sehen.

## Leben und Werk
Martin Nannestad Jørgensen wuchs in Dänemark und Grönland auf. Er absolvierte 1978–81 eine Weberlehre bei Kim Naver in Kopenhagen und hat 1981 unter Jette Gemzøe weiterstudiert, 1980/81 bei Doña Paula Sanches in Guatemala und 1986/87 bei Professor Shizuko Oshiro in Okinawa, Japan.
Er hat unter anderem an der königlich Dänischen Kunstakademie unterrichtet und ist stellvertretender Vorstandsvorsitzender der Dänischen Gesellschaft für kirchliche Kunst.

## Werke

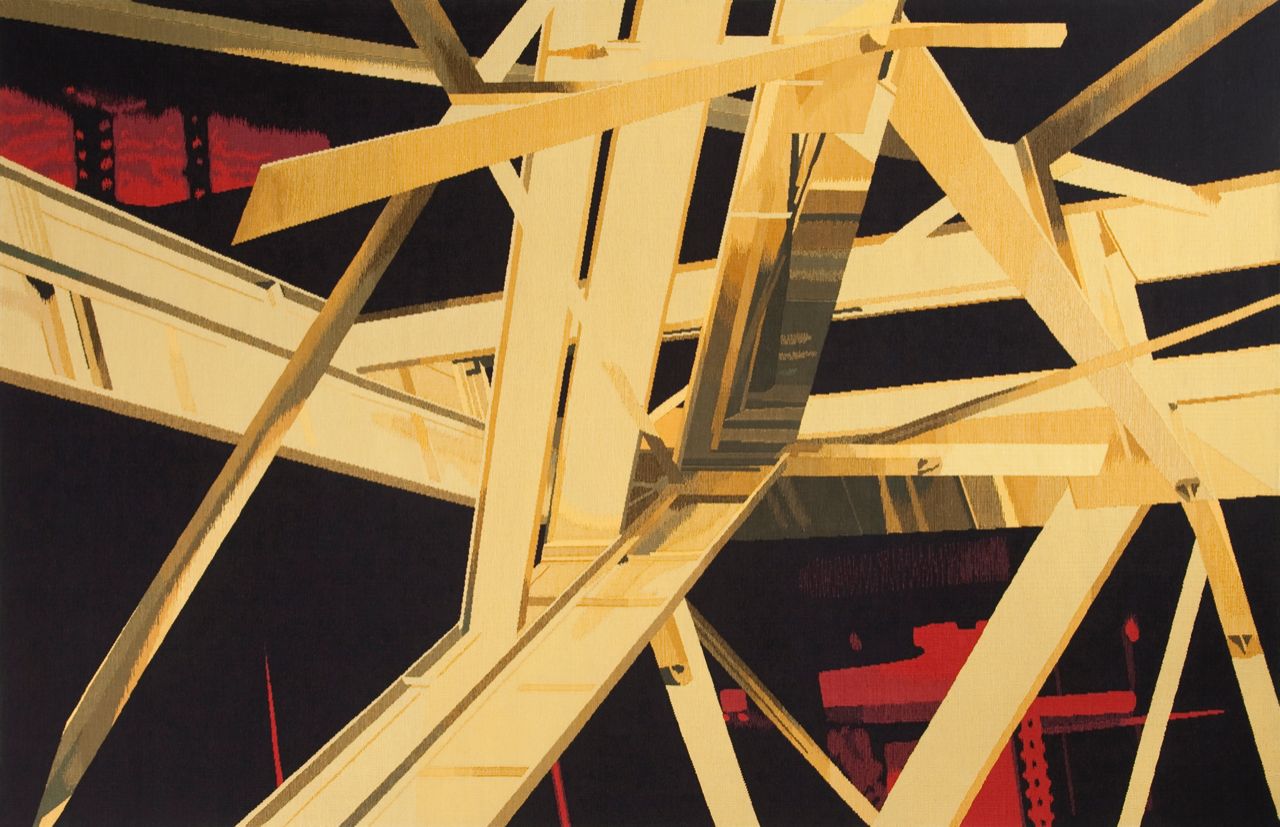
„Bewildered Yellow“, 212×322 cm, 2008

### Bildweberei

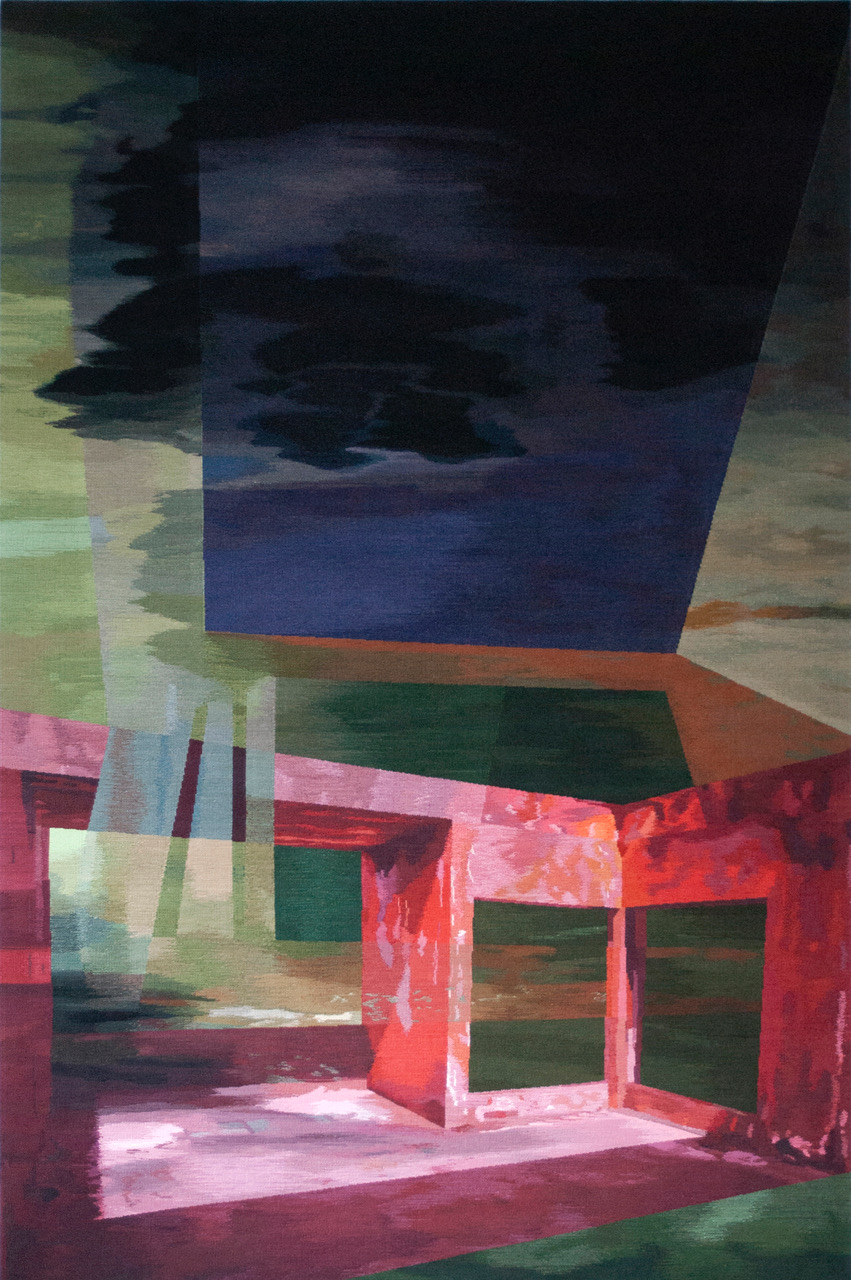
„Casino Bokor“, 318×212 cm, 2014

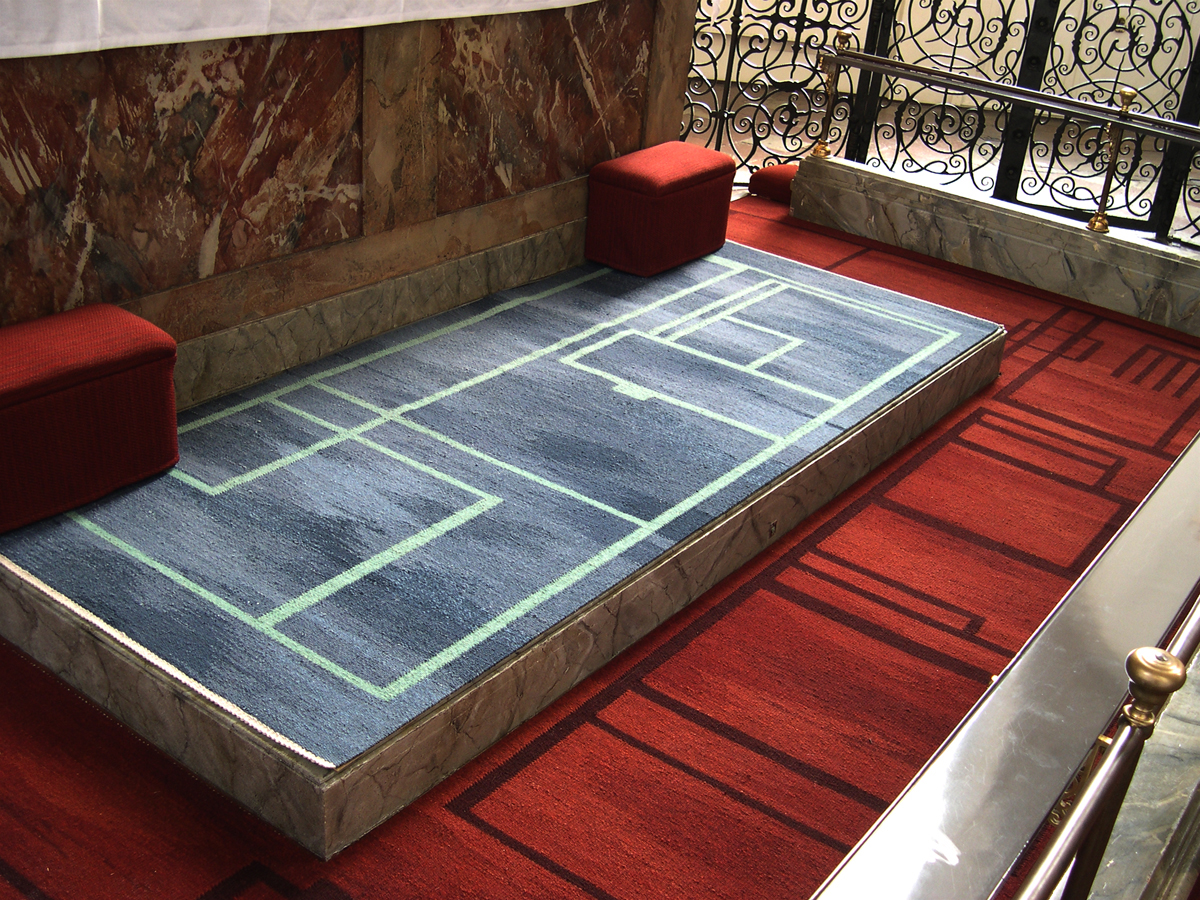
Altarteppich von Martin Nannestad Jørgensen in Trinitatis Kirke, Kopenhagen, 2005

Weilbachs Künstlerlexikon beschreibt Martin Nannestad Jørgensen als „einen der jungen Bildweber, der dabei ist, eine Tradition zu erneuern, die sonst Gefahr lief, völlig zu verschwinden“. Seine monumentalen Webarbeiten in kräftigen Farben werden als „meisterhafte Handwerkskunst und exquisit verarbeitete Textilbilder“ beschrieben. Zu sehen sind sie in z. B. Universität Kopenhagen, Justitsministeriet und Højesteret.

### Kirchliche Textilarbeiten
Martin Nannestad Jørgensen hat Altarteppiche und Kaseln entworfen und erstellt, die in u. a. Trinitatis Kirke in Kopenhagen, Rungsted Kirche, und Sct. Clemens Kirke in Randers zu sehen sind.